# Cornelio Dias de Castro
Cornelio Dias de Castro foi um político brasileiro do estado de Minas Gerais.
Foi eleito deputado estadual na Assembleia Legislativa de Minas Gerais para a 2ª Legislatura (1951 - 1955), pelo PR. Foi substituído pelos Deputados Ary Gonçalves de Souza, no período de 25/3 a 13/5/1952, José Felipe da Silva, de 18/10 a 6/12/1951, de 18/8 a 9/9/1952 e de 12/11 a 7/12/1953, e Carlos Vaz de Melo Megale, de 6/8 a 8/9/1954 e de 26/11 a 14/12/1954.